# 赤い夕陽の渡り鳥
『赤い夕陽の渡り鳥』（あかいゆうひのわたりどり）は、1960年6月29日に公開された日本の映画である。主演は小林旭。日活製作。

## 概要
福島県の会津磐梯山の温泉利権を牛耳ろうと企む組織に、元刑事の渡り鳥・滝伸次が挑む、シリーズ第4弾。

## ストーリー
風来坊の滝慎二がギターを背負って会津磐梯山の麓に現れた。新次は父・越谷大造と遊びに来ていた少年・信雄を山道で助けるが、馬をハジキ・マサに盗まれてしまう。野性の女・マキに放火の疑いをかけられたマサを救ったシンジ。温泉街のキャバレー「おはら」でライブをした信次は、そのマダムが越谷と一緒にいた女性・明美であることを知る。ギャンブル場で50万の大穴を開けたマサがシンジに挑戦。シンジは詐欺を見破り、マサがアケミに銃を向けているのを目撃した。東京で上司を裏切った明美を殺しに来たが、政府は明美に同居を強制した。左が弟の寛さんと二宮牧場を営む泰子さんが東京から帰ってきた。真紀は、父親の焼死は牧場を買い取ってホテルを建てようと画策している小柴の仕業だと泰子に訴える。小芝さんは大原さんのマネージャーだった。泰子の話を聞いた新次は焼死現場に行き、小芝の目的は牧場ではなく温泉だったことを知る。小柴は康子の誕生日パーティーの夜に牧場を襲撃した。乱闘が続いた。マサは老婦人のマキを招待した。新次は越谷を責めたが、越谷は愛する我が子のために金が必要だったので屈しなかった。マキは政府に復讐するため家を出た。小柴たちは崖の上でマサを待っていた。マサを狙うマキが、マサとともに来た殺し屋・ジミーの首を飛ばし、小芝がマキを捕まえる。マサはジミーを騙して電車に乗せるが、小芝に撃たれる。
小芝はジミーにシンジ殺害を託す。康子は、マキを引き渡すという誘いに応じたシンジの安全を心配していた。シンジはマサにマキの行方を問い質し、アケミに越谷と小柴の悪事を暴露した。アケミが地下室に行くように言うと、マキはマサの死を聞いて喜び、小柴一味が牧場に行ったことを告げる。小芝は康子を利用したが、ヒロシの機転でシンジが勝利した。小柴を追って大原へ行くと、明美は虫の息で越谷へ行ったと言う。越谷もホテルで倒れた。伸治さんは信夫さんを北海道の親戚に残して亡くなった。ロープウェイの上で対峙した小芝と真司。シンジを狙っていたジミーは、政府の予期せぬ一撃により敗北する。康子を残して、信次と信夫を乗せた馬車は牧場を去り、高原の彼方に消えた。

## キャスト
- 滝伸次：小林旭
- 二宮靖子 ： 浅丘ルリ子
- ハジキの政吉： 宍戸錠
- 小平ユキ：白木マリ (白木万理)
- 越谷大造： 大坂志郎
- 小芝： 近藤宏
- 匕首ジミイ： 深江章喜
- 越谷信夫 ：島津雅彦
- 大井： 河上信夫(河上喜史朗)
- 原あけみ：楠侑子
- 山田：青木富夫
- 吾妻スカイライン開通式に出席する町の名士： 紀原耕（紀原土耕）
- ウメ：黒田剛
- 川口： 神山勝
- テツ： 瀬山孝司
- 吾妻スカイライン開通式に出席する町の名士：阪井幸一朗
- 浩： 村瀬辰也
- 北川 ：光沢でんすけ(光でんすけ)
- 沼尻興業の作業員で小芝の子分：荒井岩衛、小林亘
- 二宮牧場の牧童：白井鋭
- 沼尻興業の作業員で小芝の子分： 宮川敏彦
- 二宮牧場の牧童： 露木譲
- 高田： 須藤孝(野村隆)
- 沼尻興業の作業員で小芝の子分： 沢美鶴、田畑善彦
- 小芝の子分：岡村佶
- 沼尻興業の作業員で小芝の子分 ： 大庭喜儀
- 二宮牧場の牧童： 梅田晃宏、押見史郎
- サブ： 倉田栄三
- 二宮牧場の牧童： 久松成次郎
- 二宮靖子の誕生パーティーの出席者 ： 夏今日子、斎藤久美子
- 二宮牧場の牧童：五十嵐久子、田村茂子
- 二宮靖子の誕生パーティーの出席者：黒木理圭（黒木広美）
- キャバレー『レッドキャット』のボーイ： 時照明
- 二宮靖子の誕生パーティーの出席者： 井上ひろし
- 技斗 ： 高瀬将敏

## スタッフ
- 監督 ： 齋藤武市
- 脚本 ： 山崎巌、大川久男
- 企画 ： 児井英生
- 原作 ： 原健三郎
- 音楽 ： 小杉太一郎
- 主題歌 ： 『赤い夕陽の渡り鳥』『アキラの会津磐梯山』（小林旭）
- 挿入歌 ： 『煙草が二箱消えちゃった』（井上ひろし）

## 同時上映
刑事物語 小さな目撃者
- 監督 ： 小杉勇
- 出演 ： 益田喜頓